# Enrico d'Elbeuf
Enrico d'Elbeuf (Parigi, 7 agosto 1661 – Elbeuf, 17 maggio 1748) è stato un nobile francese, Duca d'Elbeuf e membro del Casato di Lorena. Succedette a suo padre Carlo di Lorena al Ducato-Pari d'Elbeuf. Fu anche Pari di Francia.

## Biografia
Nato da Carlo di Lorena, duca d'Elbeuf e dalla sua seconda moglie, Élisabeth de La Tour d'Auvergne, figlia del Duca di Boillon, membro dell'illustre Casato di La Tour d'Auvergne. Era una nipote del vicomte de Turenne. 
La sua sorellastra minore ,Susanna Enrichetta (1686–1710), sposò Ferdinando Carlo, Duca di Mantova e Monferrato nel 1704. Tra i suoi cugini paterni vi furono Beatrice Geronima di Lorena, Badessa di Remiremont ed Anne Julie de Melun, madre del Maréchal-Prince de Soubise. 
Membro del Casato di Guisa fondato da Claudio I di Guisa, fu un Principe di Lorena, in quanto discendente in linea maschile di Renato II, Duca di Lorena.
Durante la sua giovinezza, non ci si aspettava che sarebbe succeduto al Ducato-Pari d'Elbeuf, poiché suo padre aveva avuto un figlio (un altro Carlo, 1650–1690) da un precedente matrimonio, così come pure suo fratello Enrico Federico. Enrico Federico morì nel 1666 all'età di 9 anni e Carlo nel 1690. Durante questo periodo, fu denominato prince de Lillebonne e prince d'Elbeuf, quest'ultimo fu quello che utilizzo nel suo contratto di matrimonio.
Sposò Charlotte de Rochechouart de Mortemart, una figlia di Louis Victor de Rochechouart de Mortemart ed una nipote di Madame de Montespan. I due si sposarono al Castello di Saint-Germain-en-Laye il 28 gennaio 1677. La coppia ebbe tre figli, due maschi ed una femmina. Nessuno dei suoi figli si sposò o ebbe figli, i due figli maschi morirono nel 1705 avendo preso parte alla Guerra di successione spagnola, entrambi morirono a pochi giorni di distanza in Piemonte. 
Sua moglie morì nel 1729. Enrico stesso morì ad Elbeuf all'età di 86 anni. Il ducato d'Elbeuf passò a suo fratello minore Emanuele Maurizio di Lorena.

## Figli
Da Charlotte de Rochechouart de Mortemart Enrico ebbe:
1. Filippo di Lorena, principe d'Elbeuf (ottobre 1678–18 giugno 1705), morì in Piemonte durante la Guerra di successione spagnola, celibe;
2. Armanda Carlotta di Lorena, Mademoiselle d'Elboeuf (15 giugno 1683–18 dicembre 1701), nubile;
3. Carlo di Lorena, principe d'Elboeuf (1º settembre 1685–21 giugno 1705), celibe.

Enrico ebbe anche due figli illegittimi da Françoise de Marsilly, nessuno dei quali ebbe discendenza:
1. Henri de Routot, Batard d'Elboeuf , c. 27 maggio 1702, Parigi, St.Gervais
2. Alexandre François de Groslay, Batard d'Elboeuf , b. c. 1703

## Ascendenza
|                                           |                                 |                                        | Genitori                               |  |  | Nonni |  |  | Bisnonni              |  |  | Trisnonni            |  |
|                                           |                                 |                                        |                                        |  |  |       |  |  | 8. Charles I d'Elbeuf |  |  | 16. René II d'Elbeuf |  |
|                                           |                                 |                                        |                                        |  |  |       |  |  | 8. Charles I d'Elbeuf |  |  | 16. René II d'Elbeuf |  |
|                                           |                                 | 17. Louise de Rieux                    |                                        |  |  |       |  |  | 8. Charles I d'Elbeuf |  |  |                      |  |
| 4. Charles II d'Elbeuf                    |                                 |                                        |                                        |  |  |       |  |  | 8. Charles I d'Elbeuf |  |  |                      |  |
|                                           |                                 | 9. Marguerite de Chabot                | 18. Léonor de Chabot                   |  |  |       |  |  |                       |  |  |                      |  |
|                                           |                                 | 9. Marguerite de Chabot                | 18. Léonor de Chabot                   |  |  |       |  |  |                       |  |  |                      |  |
|                                           |                                 | 9. Marguerite de Chabot                | 19. Jeanne de Rye                      |  |  |       |  |  |                       |  |  |                      |  |
| 2. Charles III d'Elbeuf                   |                                 | 9. Marguerite de Chabot                |                                        |  |  |       |  |  |                       |  |  |                      |  |
|                                           |                                 | 10. Henri IV de France                 | 20. Antoine de Bourbon-Vendôme         |  |  |       |  |  |                       |  |  |                      |  |
|                                           |                                 | 10. Henri IV de France                 | 20. Antoine de Bourbon-Vendôme         |  |  |       |  |  |                       |  |  |                      |  |
|                                           |                                 | 10. Henri IV de France                 | 21. Jeanne III de Navarre              |  |  |       |  |  |                       |  |  |                      |  |
| 5. Catherine-Henriette de Bourbon         |                                 | 10. Henri IV de France                 |                                        |  |  |       |  |  |                       |  |  |                      |  |
|                                           |                                 | 11. Gabrielle d'Estrées                | 22. Antoine d'Estrées                  |  |  |       |  |  |                       |  |  |                      |  |
|                                           |                                 | 11. Gabrielle d'Estrées                | 22. Antoine d'Estrées                  |  |  |       |  |  |                       |  |  |                      |  |
|                                           |                                 | 11. Gabrielle d'Estrées                | 23. Françoise Babou de La Bourdaisière |  |  |       |  |  |                       |  |  |                      |  |
| 1. Henri d'Elbeuf                         |                                 | 11. Gabrielle d'Estrées                |                                        |  |  |       |  |  |                       |  |  |                      |  |
|                                           | 12. Henri de La Tour d'Auvergne | 24. François III de La Tour d'Auvergne |                                        |  |  |       |  |  |                       |  |  |                      |  |
|                                           | 12. Henri de La Tour d'Auvergne | 24. François III de La Tour d'Auvergne |                                        |  |  |       |  |  |                       |  |  |                      |  |
|                                           | 12. Henri de La Tour d'Auvergne | 25. Éléonore de Montmorency            |                                        |  |  |       |  |  |                       |  |  |                      |  |
| 6. Frédéric Maurice de La Tour d'Auvergne | 12. Henri de La Tour d'Auvergne |                                        |                                        |  |  |       |  |  |                       |  |  |                      |  |
|                                           |                                 | 13. Elisabeth Flandrika van Nassau     | 26. Willem I van Oranje                |  |  |       |  |  |                       |  |  |                      |  |
|                                           |                                 | 13. Elisabeth Flandrika van Nassau     | 26. Willem I van Oranje                |  |  |       |  |  |                       |  |  |                      |  |
|                                           |                                 | 13. Elisabeth Flandrika van Nassau     | 27. Charlotte de Bourbon-Montpensier   |  |  |       |  |  |                       |  |  |                      |  |
| 3. Élisabeth de La Tour d'Auvergne        |                                 | 13. Elisabeth Flandrika van Nassau     |                                        |  |  |       |  |  |                       |  |  |                      |  |
|                                           |                                 | 14. Frederik van den Bergh             | 28. Willem IV van den Bergh            |  |  |       |  |  |                       |  |  |                      |  |
|                                           |                                 | 14. Frederik van den Bergh             | 28. Willem IV van den Bergh            |  |  |       |  |  |                       |  |  |                      |  |
|                                           |                                 | 14. Frederik van den Bergh             | 29. Maria van Nassau                   |  |  |       |  |  |                       |  |  |                      |  |
| 7. Eleonora van den Bergh                 |                                 | 14. Frederik van den Bergh             |                                        |  |  |       |  |  |                       |  |  |                      |  |
|                                           |                                 | 15. Françoise de Ravenel               | 30. Eustache de Ravenel                |  |  |       |  |  |                       |  |  |                      |  |
|                                           |                                 | 15. Françoise de Ravenel               | 30. Eustache de Ravenel                |  |  |       |  |  |                       |  |  |                      |  |
|                                           |                                 | 15. Françoise de Ravenel               | 31. Marie de Renty                     |  |  |       |  |  |                       |  |  |                      |  |
|                                           |                                 | 15. Françoise de Ravenel               |                                        |  |  |       |  |  |                       |  |  |                      |  |